# Мангайм (Нью-Йорк)
Мангайм (англ. Manheim) — місто (англ. town) в США, в окрузі Геркаймер штату Нью-Йорк. Населення — 3082 особи (2020).

## Демографія
Згідно з переписом 2010 року, у місті мешкали 3334 особи в 1346 домогосподарствах у складі 904 родин. Було 1597 помешкань
Расовий склад населення:
| - 97,5 % — білих - 0,6 % — азіатів - 0,4 % — чорних або афроамериканців - 0,2 % — корінних американців |

До двох чи більше рас належало 0,6 %. Частка іспаномовних становила 1,1 % від усіх жителів.
За віковим діапазоном населення розподілялося таким чином: 24,4 % — особи молодші 18 років, 59,4 % — особи у віці 18—64 років, 16,2 % — особи у віці 65 років та старші. Медіана віку мешканця становила 40,3 року. На 100 осіб жіночої статі у місті припадало 96,5 чоловіків;  на 100 жінок у віці від 18 років та старших — 94,7 чоловіків також старших 18 років.
Середній дохід на одне домашнє господарство  становив 53 721 долар США (медіана — 43 958), а середній дохід на одну сім'ю — 64 336 доларів (медіана — 60 123). Медіана доходів становила 50 017 доларів для чоловіків та 33 368 доларів для жінок. За межею бідності перебувало 17,1 % осіб, у тому числі 31,1 % дітей у віці до 18 років та 7,4 % осіб у віці 65 років та старших.
Цивільне працевлаштоване населення становило 1238 осіб. Основні галузі зайнятості: освіта, охорона здоров'я та соціальна допомога — 29,3 %, виробництво — 22,1 %, роздрібна торгівля — 13,0 %, будівництво — 8,4 %.